# Santpoort-Zuid
Santpoort-Zuid (52° 25′ N, 4° 38′ L) é uma vilarejo dos Países Baixos situado na província da Holanda do Norte. Pertence ao município de Velsen e está a 5 km, a noroeste, de Haarlem. Faz fronteira com a vila de Bloemendaal, ao sul, e com a vila de Santpoort-Noord, ao norte. 
A área de Santpoort-Zuid, que também inclui a periferia urbana e a zona rural circundante, totaliza 2.06 km2 e tem uma população de 3 370 habitantes (estimativa de 2021). A localidade dispõe de uma estação ferroviária com ligação à estação Central de Amsterdam. Santpoort-Zuid é uma área residencial de alto padrão e uma das raras zonas florestais costeiras protegidas por grandes dunas.